# Heinkel HE 2
L'Heinkel He 2, prodotto su licenza in Svezia con il nome di Svenska S 3 e soprannominato "Hansa", fu un idrovolante ricognitore costruito negli anni 1920 in un numero piccolo di esemplari per la Svenska marinen. Fu una versione affinata dell'Heinkel HE 1, condividendo la sua configurazione di base ad ala bassa, il montante interalare privo di deriva ed era dotato di un timone che sporgeva appena sopra e sotto la linea della fusoliera.
In origine ne vennero acquistati tre, con un altro costruito da Svenska Aero tempo dopo e il quinto e ultimo costruito dalla stessa marina. L'aereo rimase in servizio per oltre 10 anni e venne radiato nel 1935.

## Operatori
Svezia
- Svenska marinen
- Svenska Flygvapnet